# Cooperativa Copelec
Cooperativa de Consumo de Energía Eléctrica Chillán (Copelec) es un holding chileno que opera en la Región de Ñuble y que tiene su asentamiento en la ciudad de Chillán. Fue fundada el 13 de noviembre de 1951 como cooperativa dedicada a la distribución de electricidad a las zonas rurales, actualmente también cubre bienes y servicios como retail, servicios financieros y funeraria.
Está asociada a la Federación Nacional de Cooperativas Eléctricas (Fenacopel) y su presidente, desde el 4 de junio de 2019 es el presidente de esta federación, la cual está adherida a la Asociación Nacional de Cooperativas de Chile.

## Historia
Fue fundada el 13 de noviembre de 1951 por un grupo de agricultores liderados por Elio Casanova Pozza, agricultor chileno de ascendencia italiana, quien también fundó paralelamente la Cooperativa Lechera de Ñuble.
Siendo relegados de la electrificación nacional, 57 vecinos agricultores decidieron formar la Cooperativa de Consumo de Energía Eléctrica Chillán: Copelec; así lograron llevar electricidad a los primeros 113 kilómetros de línea eléctrica de las zonas rurales en las que vivían y producían.
El sentido de su trabajo es contribuir con la calidad de vida de sus cooperados y clientes, gracias a la multiplicidad de rubros de productos y servicios. 
Se basan en 3 pilares: económico, social y ambiental. El económico permite la sostenibilidad de todas las divisiones de la cooperativa y facilita la ejecución de los otros dos.

## Divisiones

### Copelec Eléctrica
Tienen más de 9500 kilómetros de línea eléctrica. Abastecen a más 65 mil clientes, lo que la ubica como la cooperativa eléctrica más grande de Chile
Llegan a zonas de difícil acceso, desde el mar hasta la cordillera. 
En el año 2019, llegó al principio de la generación de energía eléctrica, con la creación de la Planta Fotovoltaica Las Lechuzas, el parque solar con mayor potencia de las cooperativas eléctricas de Chile. Emplazado en una superficie de 10 hectáreas de terreno ubicado en El Torreón de Ninquihue, comuna San Carlos, Región de Ñuble. Está dentro de la clasificación Pequeños Medios de Generación Distribuida (PMGD), conformado por 9800 paneles solares son sistema de seguimiento en un eje, con capacidad instalada de 3,6 MWp e inyección de 3MW a la red de distribución Copelec, para lograr una producción anual de 7.500 MWh para abastecer a 3.000 usuarios residenciales de San Carlos, Trehuaco, San Nicolás y Portezuelo. Diversifican así la matriz energética y contribuyen al desarrollo sustentable con una disminución de 3200 toneladas anuales de gases de efecto invernadero (CO2).
*Número de emergencias : (+56) 42 2223308

### Copelec Agroferretería
Nace, en la década de los 80, con el abastecimiento de insumos agrícolas, apícolas, materiales de ferretería y construcción. Presentes en 9 comunas.

### Copelec Multitienda
Desde 1993 tienen una cadena de tiendas departamentales, referente de la región. Con 11 sucursales con atención personalizada, entrega inmediata y 4 famosas ventas nocturnas al año. Ofrecen línea blanca, decohogar, calzado, tecnología, vestuario, electrónica, accesorios, tiempo libre y juguetería.

### Copelec Automotriz
Existe gracias a la alianza con empresas Indumotora desde 1995. Son representantes oficiales de Kia Motors, Hino, Hyundai, DFSK, división seminuevos.
Fueron premiados por Hyundai por ser el dealer con mayor crecimiento en ventas 2018.

### Copelec Servicios Funerarios
Desde 2013 incursionan en este rubro. Con asistencia las 24 horas, asesoría y tramitaciones asociadas al fallecimiento. 

### Fundación Copelec
Beca apoyo pedagógico: Ampliaron la posibilidad de ingreso a la universidad a hijos y nietos de nuestros cooperados con la creación de un proceso de enseñanza y aprendizaje integral para rendir la PSU. Apoyados por un equipo docente multidisciplinario y el aval de la Universidad del Bio-Bío. 
Programa de apoyo ortopédico: ayudan ante lesiones o impedimentos físicos con artículos ortopédicos en comodato.
Programa kit de emergencias, desde 2010, para socios que sufran incendio en su vivienda, entregan kit básico y la instalación de un empalme sin costo.
Beca residencial universitaria para hijas o nietas de cooperados con residencia fuera de Chillán o Chillán Viejo. Con servicios básicos, internet y televisión por cable gratuitos, cómodo alojamiento y acceso controlado por cámaras de seguridad.
Ejecutan además la responsabilidad social con la entrega de generadores para personas electrodependientes.

### Copelec Apícola
Cuentan con la sala integral comunitaria para cosecha de miel, más moderna y completa de Ñuble. Fomentan la reforestación para crear huertos melíferos, garantizando así el bienestar de las abejas y de la humanidad.

### Copelec Servicios Financieros
Ofrecen tarjetas de crédito, avances en efectivo y SOAP para cooperados y clientes bajo evaluación comercial

### Copelec Capacitación
OTEC certificado. Líder organizacional de la región. Optimizan el nivel de conocimiento aplicando metodologías de excelencia.

### Centro recreativo y deportivo Copelec
Ubicado en Chillán, equipado con 2 piscinas (1 de ellas olímpica), Cancha deportiva, Gimnasio, Zona de quinchos y salón de eventos

Además tienen convenios con ópticas, médicos, psicólogos y odontólogos.

Su capital es 100% nacional.
El Edificio de la Cooperativa Eléctrica de Chillán es un recinto creado alrededor de la década del 60 que fue declarado monumento nacional de Chile en 2008, actualmente funciona el call center y la gerencia técnica de la Eléctrica.